# جيمس غارسيا
جيمس غارسيا (بالإنجليزية: James Garcia)‏ هو لاعب كرة قاعدة أمريكي، ولد في 3 فبراير 1980.